# Liste von Söhnen und Töchtern der Stadt Bagdad
Die Liste der Söhne und Töchter von Bagdad zählt Personen auf, die in der irakischen Hauptstadt Bagdad geboren wurden und in der Wikipedia mit einem Artikel vertreten sind.

## A
- Meriam Abbas (* 1970), deutsch-irakische Schauspielerin
- Maryam Abdulelah (* 2000), Hochspringerin
- Haidar Abdul-Razzaq (1982–2022), Fußballspieler
- Iyad Allawi (* 1945), Ministerpräsident
- Maath Alousi (* 1938), Architekt, Stadtplaner, Maler, Fotograf und Autor
- Eli Amir (* 1937), israelischer Schriftsteller
- Abd ar-Rahman Arif (1916–2007), irakischer Staatspräsident und Ministerpräsident
- George Artin (* 1941), Radrennfahrer
- Layla Al-Attar (1944–1993), Malerin
- Suad Al-Attar (* 1942), Malerin
- Amir Ashour (* 1990), LGBT-Aktivist und Gründer von IraQueer
- Susanne Ayoub (* 1956), österreichisch-irakische Schriftstellerin

## B
- Ammo Baba (1934–2009), irakischer Fußballspieler
- Nesrin Berwari (* 1967), kurdische Politikerin
- Abd al-Latif al-Baghdadi (1163–1231), arabischer Reisender, Universalgelehrter, Historiker und Mediziner
- Abdulwahab Al-Bayyati (1926–1999), Dichter

## C
- Rifat Chadirji (1926–2020), Architekt
- Yosef Chaim (1832–1909), sephardischer Rabbiner und Kabbalist

## D
- Ameen al-Dakhil (* 2002), belgisch-irakischer Fußballspieler

## E
- Dina Ellermann (* 1980), estnische Dressurreiterin

## F
- Razzaq Farhan (* 1977), irakischer Fußballspieler
- Faisal II. (1935–1958), irakischer König

## G
- Lamia al-Gailani Werr (1938–2019), Archäologin
- Raschid Ali al-Gailani (1892–1965), irakischer Ministerpräsident
- Linda George (* 1960), assyrische/aramäische Sängerin

## H
- Zaha Hadid (1950–2016), britisch-irakische Architektin
- Abu el-Haggag (um 1150–1243), Sufi-Scheich
- Sahar al-Haideri (1962–2007), irakische Journalistin
- Raad Hamoodi (* 1958), Vorsitzender des irakischen NOK und irakischer Fußballspieler
- Ahmad ibn Hanbal (780–855), islamischer Rechtsgelehrter
- Abu Hanifa (699–767), Begründer der Hanafiten
- Udai Hussein (1964–2003), Sohn von Saddam Hussein
- Qusai Hussein (1966–2003), irakischer Politiker und Sohn von Saddam Hussein

## J
- Tara Jaff (* 1958), kurdische Harfenspielerin
- Sarhad Jammo (1941–2025), Bischof der Chaldäisch-katholischen Kirche
- Robert Jarjis (* 1973), chaldäischer Bischof für Kanada
- Ali Jasim (* 2004), Fußballspieler
- Ovadja Josef (1920–2013), sephardischer Großrabbiner

## K
- Muhammad al-Kabandschi (* 1901–nach 1932), irakischer Sänger
- Jitzchak Kadouri (1898–2006), orthodoxer Rabbiner
- Ibn Kammuna (um 1215–um 1284), jüdischer Philosoph, Theologe und Arzt
- Abbas Khider (* 1973), deutsch-irakischer Schriftsteller
- Mahdi Karim (* 1983), irakischer Fußballspieler
- Yaser Kasim (* 1991), irakisch-englischer Fußballspieler
- Yaqub ibn Killis (930–991), ägyptischer Wesir unter den Fatimiden
- Rüdiger Krause (* 1958), deutscher Prähistoriker
- Bassam Salih Kubba (1944–2004), stellvertretender irakischer Außenminister

## M
- Adil Abd al-Mahdi (* 1942), irakischer Vizepräsident
- Mohammed Saleh Makiya (1914–2015), irakischer Architekt und Stadtplaner
- Nazik al-Malaika (1922–2007), irakische Dichterin
- Olvi Mangasarian (1934–2020), US-amerikanischer Mathematiker und Informatiker
- Al-Mas'udi (um 895–957), arabischer Philosoph, Geograph und Historiker
- Numan Menemencioğlu (1891–1958), türkischer Diplomat, Politiker und Außenminister
- Sami Michael (1926–2024), israelischer Schriftsteller
- Mahmood Munim (* 1948), Radrennfahrer

## N
- Nadira (1932–2006), indische Schauspielerin

## O
- Hamid Oraibi (* 1941), Radrennfahrer

## P
- Mahmud Şevket Pascha (1856–1913),  osmanischer Militär und Politiker
- Adnan Patschatschi (1923–2019), irakischer Politiker

## Q
- Abd al-Karim Qasim (1914–1963), irakischer Ministerpräsident

## R
- Ahmed Radhi (1964–2020), irakischer Fußballspieler und Politiker
- Bassam al-Rawi (* 1997), katarisch-irakischer Fußballspieler
- Omar Al-Rawi (* 1961), österreichischer Politiker
- Roland Eugen Beiküfner (* 1959), deutscher Schauspieler und Künstler

## S
- Charles Saatchi (* 1943), britisch-irakischer Kunsthändler und Unternehmer
- Maurice Saatchi (* 1946), britisch-irakischer Unternehmer
- Ali Sabah (* 1971), Fußballschiedsrichter
- Noor Sabri (* 1984), irakischer Fußballspieler
- Hussain Saeed (* 1958), irakischer Fußballspieler
- Nuri as-Said (1888–1958), irakischer Ministerpräsident
- Samir (* 1955), Schweizer Filmemacher und Filmproduzent
- Mohanad Qasim Sarray (* 1980), Fußballschiedsrichter
- Albert Abdullah David Sassoon (1818–1896), britisch-indischer Kaufmann und Philanthrop
- David Sassoon (1792–1864), britisch-indischer Geschäftsmann und Philanthrop
- Avi Shlaim (* 1945), israelischer Professor für Internationale Beziehungen
- Saad Sirop (* 1972), chaldäisch-katholischer Bischof, Apostolischer Visitator für die in Europa lebenden chaldäisch-katholischen Christen
- Gerhard Steffen (1933–2000), österreichischer Kabarettist und Schauspieler
- Ahmed Suhail (* 1999), katarisch-bahrainischer Fußballspieler

## W
- Mohammed Waad (* 1999), katarischer Fußballspieler
- Rudolf Wartmann-Füchslin (1873–1930), Schweizer Ingenieur und Bauunternehmer
- William N. Watson (* 1962), englischer Schachspieler

## Y
- Mona Yahia (* 1954), irakische Künstlerin und Schriftstellerin

## Z
- Nadhim Zahawi (* 1967), britischer Politiker